# Séquanien
Le Séquanien est un faciès géologique de l'ancien étage Lusitanien du (Jurassique supérieur) autour de -155 Ma. Il avait autrefois le rang de sous-étage géologique.
D'un point de vue biochronologique les calcaires et marnes du faciès séquanien appartiennent, en Nouvelle-Aquitaine, à deux étages (la limite entre les deux n'étant pas définie par un point stratotypique mondial) :
- à la partie terminale de la biozone à Bimammatum (sous-zone à Transversarium), dernière zone d'ammonites de l'Oxfordien,
- et à la partie inférieure de l'étage Kimméridgien, biozone à Planula.

Le nom de ce faciès provient du latin Sequani désignant le peuple des Séquanes qui habita la majeure partie de la région correspondant à l'actuelle Franche-Comté.